# Tito Quíncio Cincinato Capitolino
Tito Quíncio Cincinato Capitolino (em latim: Titus Quinctius Cincinnatus Capitolinus) foi um político da gente Quíncia nos primeiros anos da República Romana, eleito tribuno consular por duas vezes, em 388 e 386 a.C.. Foi também mestre da cavalaria durante a ditadura de Aulo Cornélio Cosso em 385 a.C. e ditador em 380 a.C.. É possível que Tito Quíncio Cincinato, tribuno consular em 385 a.C., seja a mesma pessoa.

## Primeiro tribunato consular (388 a.C.)
Em 388 a.C. foi eleito com Quinto Servílio Fidenato, Lúcio Júlio Julo, Lúcio Lucrécio Tricipitino Flavo, Lúcio Aquilino Corvo e Sérvio Sulpício Rufo.
Os tribunos lideraram os romanos em uma série de raides contra o territórios dos équos e de Tarquínia, onde atacaram Cortuosa e Contenebra, que foram saqueadas.
Enquanto isso, em Roma, os tribunos da plebe tentaram levantar a discussão sobre a subdivisão dos Pântanos Pontinos, capturados dos volscos no ano anterior.

## Segundo tribunato consular? (385 a.C.)
Em 385 a.C. foi eleito novamente, desta vez com Lúcio Quíncio Cincinato Capitolino, Aulo Mânlio Capitolino, Públio Cornélio, Lúcio Papírio Cursor e Cneu Sérgio Fidenato Cosso.
Neste ano, Aulo Mânlio convenceu o Senado a nomear Aulo Cornélio Cosso ditador para enfrentar a enésima invasão dos volscos (apoiados por latinos e hérnicos) e por causa do alto grau de tensão interna por causa do avanço dos pedidos da plebe graças à ajuda do patrício Marco Mânlio Capitolino.

## Mestre da cavalaria (385 a.C.)
Em 385 a.C., o Senado nomeou Aulo Cornélio Cosso ditador para enfrentar uma invasão dos volscos e a possibilidade de desordem interna provocada por causa da ajuda que o patrício Marco Mânlio Capitolino vinha dando à plebe. Na campanha, Tito Quíncio foi seu mestre da cavalaria.

## Segundo (ou terceiro?) tribunato consular (384 a.C.)
Em 384 a.C., foi eleito novamente, desta vez com Marco Fúrio Camilo, Caio Papírio Crasso, Públio Valério Potito Publícola, Sérvio Cornélio Maluginense e Sérvio Sulpício Rufo.
O ano de 384 a.C. foi marcado pelo processo contra Marco Mânlio Capitolino e que terminou, tragicamente, com sua condenação à morte na Rocha Tarpeia. Marco era um grande adversário de Camilo e o acusava de querer ser rei, justamente a acusação que o levaria à morte.

## Ditadura (380 a.C.)
Em 380 a.C., foi nomeado ditador para lidar com os prenestinos, que estavam acampados perto da Porta Colina. Escolheu como seu mestre da cavalaria Aulo Semprônio Atratino. Os romanos lutaram contra os prenestinos às margens do rio Ália, o mesmo local onde foram derrotados dez anos antes pelos gauleses sênones de Breno na homônima Batalha do Ália. Desta vez, porém, os romanos levaram a melhor e derrotaram os prenestinos, que se refugiaram em Preneste.
Depois de conquistar oito cidades que estavam sob o domínio de Preneste e Velletri, Tito Quíncio conseguiu a rendição dos prenestinos, uma vitória que lhe valeu um triunfo.